# 阿卡狄奧斯广场

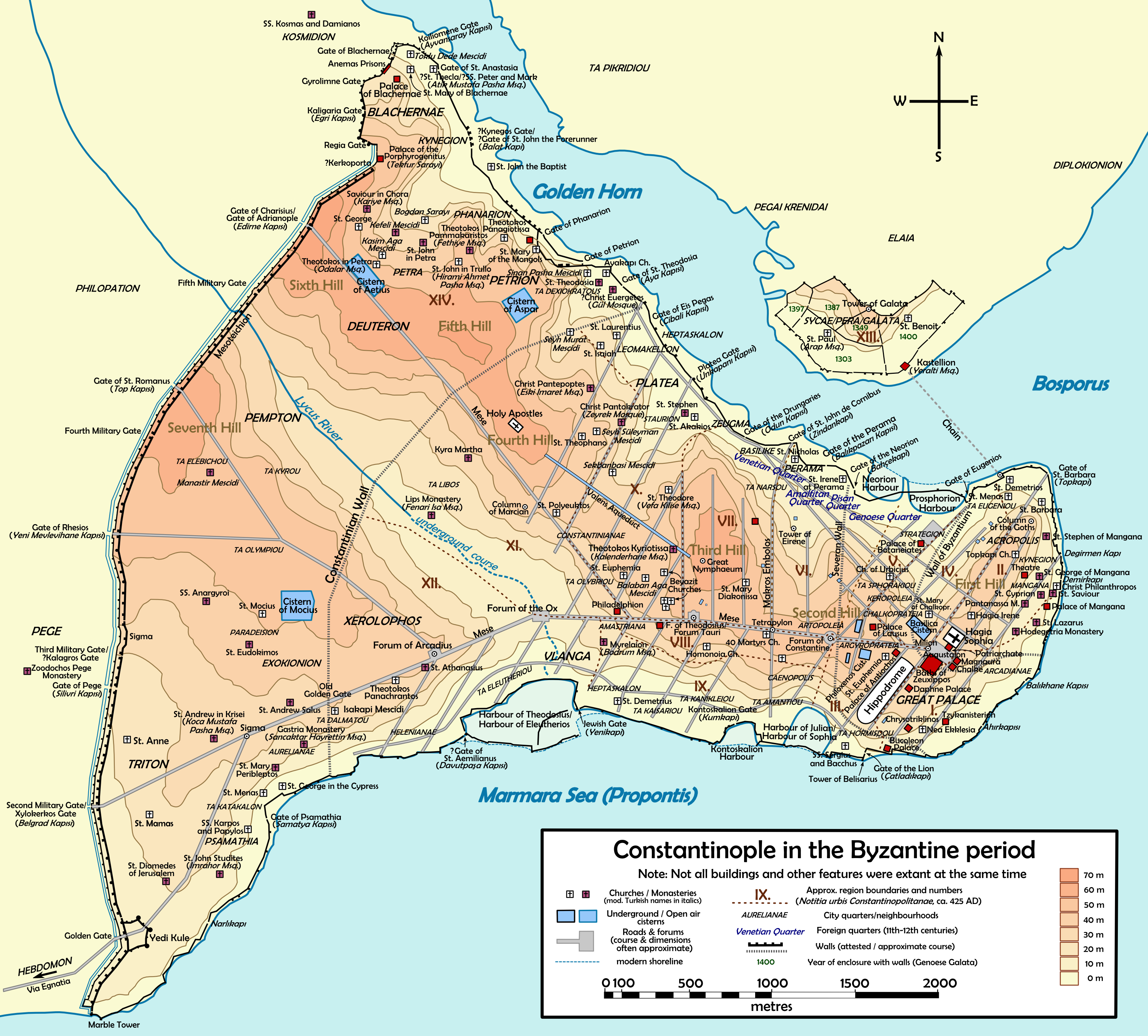
拜占庭君士坦丁堡地图

阿卡狄奧斯广场（拉丁語：Forum Arcadii)由皇帝阿卡狄奥斯兴建于君士坦丁堡城内（今伊斯坦布尔）。
阿卡狄奧斯广场建于403年，位于 Xerolophos 地区，是从市中心沿梅塞大道向西，在到达君士坦丁堡城墙上的黄金城门前的最后一个罗马广场（forum），这条大道上有一连串罗马广场，包括君士坦丁广场（Forum of Constantine）、狄奥多西广场（Forum of Theodosius）、牛广场（Forum Bovis）和阿马斯特里亚努姆广场（Forum Amastrianum）。 
后来奥斯曼人将这个广场改为市场，被称为Avrat Pazarı（“妇女市场”），用于拍卖女性奴隶。
阿卡狄奧斯柱位于广场中心，科林斯柱式，如同罗马的图拉真柱，也装饰着代表皇帝胜利的螺旋带状浅浮雕。在高度超过50米的柱顶，是阿卡狄奧斯的骑马雕像，由他的儿子狄奥多西二世安放于421年。在704年的地震中，这些雕塑从柱子上落下毁坏。柱子本身又矗立了一千年，直到1715年行将倒塌，威胁到邻近房屋，而被拆除。现在，它只剩下残缺不全的基础，一些雕塑的碎片陈列在伊斯坦布尔考古博物馆。